# HD30050
HD30050 — хімічно пекулярна зоря спектрального класу A5, що має видиму зоряну величину в смузі V приблизно  8,0.
Вона  розташована на відстані близько 604,0 світлових років від Сонця.